# درو سيلي
اندرو مايكل إدغار (درو سيلي) (بالإنجليزية: Drew Seeley)‏ من مواليد (30 أبريل 1982 في أوتاوا ، كندا) هو ممثل كندي، مغني، راقص، وشاعر وملحن لديه العديد من الأغاني المسجلة لشركة (ديزني), أنه كان يرقص وهو طفل في هيتبي، أونتاريو حتى انه كان على وشك سن ما قبل المراهقة ثم انتقل إلى ولاية (فلوريدا), مثل في الفلم (بالإنجليزية: Another Cinderella Story)‏ مع الممثلة (سيلينا غوميز) في 2008 .

## وصلات خارجية
- درو سيلي على موقع IMDb (الإنجليزية)
- درو سيلي على موقع ألو سيني (الفرنسية)
- درو سيلي على موقع ميوزك برينز (الإنجليزية)
- درو سيلي على موقع أول موفي (الإنجليزية)
- درو سيلي على موقع قاعدة بيانات برودواي على الإنترنت (الإنجليزية)
- درو سيلي على موقع قاعدة بيانات برودواي على الإنترنت (الإنجليزية)
- درو سيلي على موقع إن إن دي بي (الإنجليزية)
- درو سيلي على موقع ديسكوغز (الإنجليزية)
- درو سيلي على موقع قاعدة بيانات الفيلم (الإنجليزية)
- درو سيلي على موقع كينوبويسك (الروسية)